# Edessa (Grécia)
Edessa (em grego: Έδεσσα, Édessa, [ˈeðesa]), é uma cidade no norte da Grécia e capital da região de Pella, na região da Macedônia. É também a capital da província com mesmo nome.

## História
Na Grécia Antiga, Edessa foi capital da Macedônia. Em 336 a.C., nela se deu o assassinato de Filipe II, da Macedônia.